# Petrichus cinereus
Petrichus cinereus là một loài nhện trong họ Philodromidae.
Loài này thuộc chi Petrichus. Petrichus cinereus được Albert Tullgren miêu tả năm 1901.